# Ranbaxy Laboratories
Ranbaxy Laboratories Limited ist ein indisches Unternehmen, das 1961 gegründet wurde. Das Unternehmen war im Finanzindex SENSEX 30 gelistet. 
Ranbaxy Laboratories ist Indiens größter Medikamentenhersteller. Seine Hauptniederlassung befindet sich in Gurugram im Bundesstaat Haryana. Ranbaxy exportiert in 125 Länder und unterhält Niederlassungen in 46 Staaten und Produktionsanlagen in 7 Ländern. Es gehört zu den zehn größten Generikaherstellern weltweit. Der CEO ist Malvinder Mohan Singh.
Die meisten der Produkte von Ranbaxy sind Lizenzprodukte von ausländischen Pharmakonzernen, aber ein wesentlicher Anteil besteht auch aus Wirkstoffen, deren Patente ausgelaufen sind. 

## Geschichte
Ranbaxy wurde 1973 in eine Aktiengesellschaft umgewandelt. 1998 expandierte Ranbaxy auf den US-Markt, den weltgrößten Markt für pharmazeutische Produkte, heute der Hauptmarkt für Ranbaxy. Im Jahr 2005 erzielte Ranbaxy insgesamt 1,178 Milliarden US-Dollar Umsatz, davon 28 % in den USA, in Europa 17 %. Der Umsatzanteil von Brasilien, Russland, Indien und China lag zusammen bei 29 %.
Im November 2008 erwarb der japanische Pharmakonzern Daiichi Sankyō für 4,2 Mrd. Dollar einen Mehrheitsanteil von knapp 64 % an Ranbaxy. Im April 2014 übernahm das indische Pharmaunternehmen Sun Pharmaceutical Ranbaxy Laboratories für umgerechnet 2,9 Milliarden Euro und stieg damit zum mit Abstand größten Medikamentenhersteller Indiens und zum fünftgrößten Generika-Hersteller der Welt auf.